# Dīkṣā

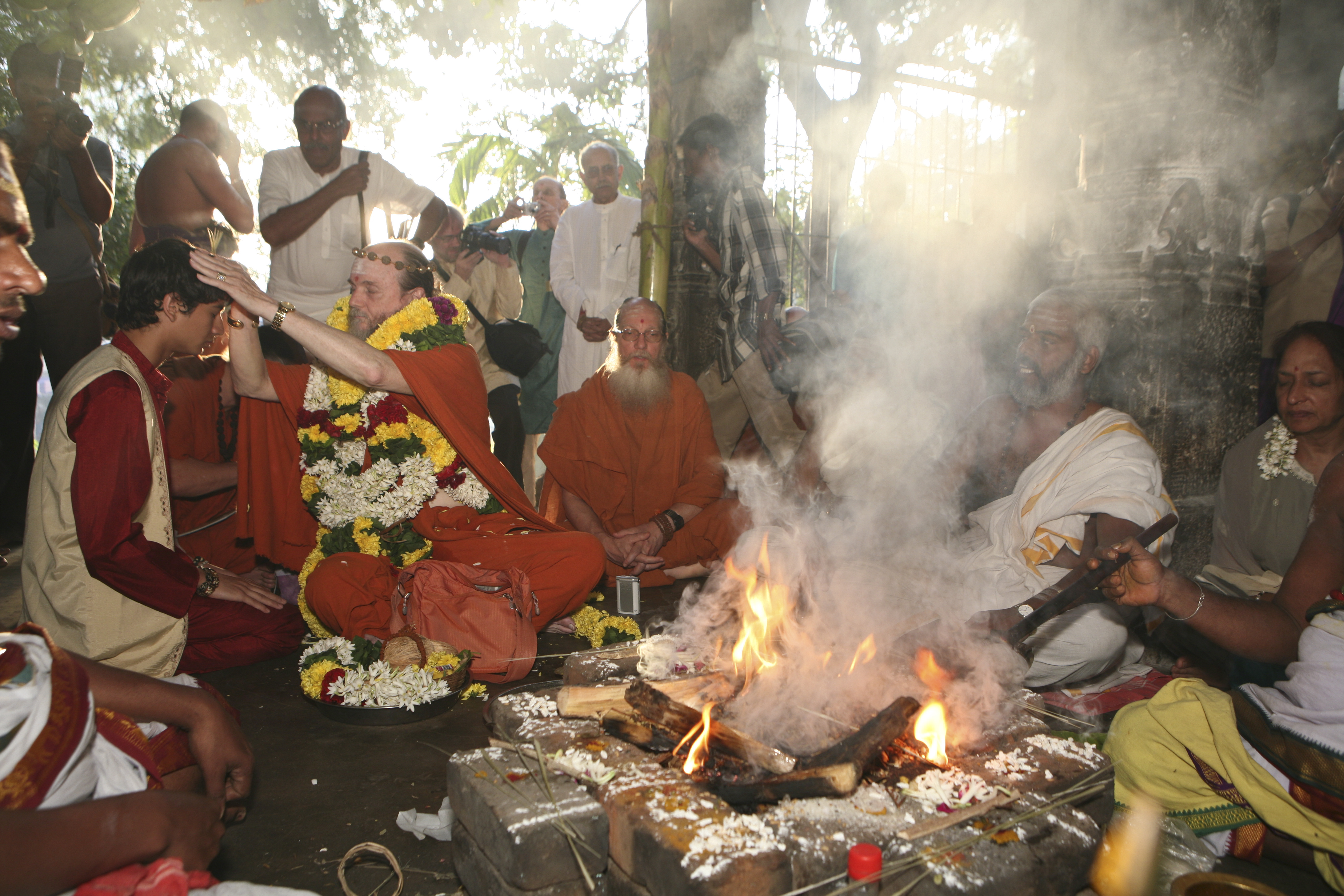
Bodhinatha-samaya-diksha, cerimonia di iniziazione al mantra "Aum Namah Shivaya"

Dīkṣā (devanagari दीक्षा), sostantivo femminile sanscrito traducibile come "consacrazione", "iniziazione religiosa", indica nelle tradizioni religiose dell'India un generico rituale iniziatico, o anche una consacrazione a un evento religioso o di grande importanza.

## Generalità
Etimologicamente dīkṣā si fa derivare dal verbo dīkś ("consacrare"), oppure dalla radice dā ("dare") più kṣi ("distruggere").
La dīkṣā ("iniziazione") è impartita da un guru, seguendo un preciso rituale che varia a seconda della tradizione e dell'iniziazione stessa. Spesso questo rituale prevede l'uso di mantra dedicati, e può avvenire in vari modi: facendo uso del tatto (sparśa dīkṣā); del pensiero (smaraṇa dīkṣā); dello sguardo (cakṣu dīkṣā).
Ogni iniziazione segna il passaggio da uno stadio a un altro ritenuto spiritualmente superiore. Fondamentale è il ruolo del guru, del maestro spirituale cioè, come del resto fondamentale e spiritualmente molto intimo è il rapporto stesso fra il maestro e il discepolo: è il guru che decide quando il discepolo è pronto per un ulteriore passo, è il guru che conoscendo il discepolo sa come praticare la dīkṣā.
Ciò è soprattutto vero nelle tradizioni tantriche, dove si ritiene che l'adepto rischi la propria salute mentale quando egli opera senza la guida del maestro.

## Le iniziazioni nel vedismo e brahmanesimo
Nel brahmanesimo e nel vedismo, come in tutte le successive tradizioni religiose dell'induismo, fondamentale è la cerimonia di iniziazione alla vita spirituale, l'upanayana, in cui l'adoscelente è introdotto allo studio dei Veda, essendo tenuto alla castità e all'obbedienza al suo guru.

## Le iniziazioni nelle tradizioni dell'induismo
Nella tradizione dello Śaivasiddhānta abbiamo tre successive iniziazioni: alla vita spirituale (sādhāra); ai rituali (nirādhāra); alla liberazione. Nelle tradizioni dello Shivaismo kashmiro che si servono della manipolazione della kundalini, esiste un rituale purificatorio iniziale, la samāyi dīkṣā; e la putraka dīkṣā, che il guru impartisce all'adepto che ritiene pronto all'illuminazione.

## Le tradizioni tantriche
Come si è accennato, nelle tradizioni tantriche il ruolo del guru è determinante: qui il guru è molto più che un padre spirituale, egli è colui che può porre in contatto il discepolo (śiṣya) con l'Assoluto, renderlo sensibile alla Realtà Ultima. Le varie iniziazioni sono viste come passi verso la liberazione, fasi di una catarsi progressiva.
(Padoux 2011, p. 158)
I membri delle tradizioni tantriche sono organizzati in comunità ristrette e riservate, e l'ingresso in una setta è possibile soltanto attraverso uno specifico rito iniziatico. Nelle tradizioni del Kula queste sette sono detti "circoli" (chakra); più circoli formano una "famiglia" (kula), contraddistinta dall'uso comune di specifici testi, divinità e cerimoniali. Facendo riferimento al Mahānirvāṇa Tantra ("Tantra della grande liberazione"), lo storico delle religioni francese Jean Varenne così riassume le fasi della cerimonia iniziatica.
Il supplice viene preparato con un bagno purificatore, mentre il suo guru offre un sacrificio a Ganapati, il dio che allontana gli ostacoli favorendo il percorso. Il supplice si presta quindi all'adorazione del guru, come se questi fosse una divinità. Successivamente il maestro lo conduce nel circolo presentandolo agli altri membri, fra cui il Signore del circolo (chakreśvara) (che può essere il guru stesso). Il circolo si presta a una pūjā, una cerimonia complessa di adorazione della Dea. La cerimonia prevede l'uso di mantra, yantra tracciati sul suolo, e offerte che consistono anche di sostanze ritenute non ortodosse nel brahmanesimo: bevande alcoliche e carne. Ha quindi luogo l'iniziazione propriamente detta. Il supplice riceve un'aspersione rituale (abhisheka), il maestro gli comunica quindi il suo nuovo nome in quanto membro della setta, e gli "impone" un mantra personalizzato. Seguono la distribuzione di doni da parte del nuovo membro ai partecipanti, che insieme bevono la bevanda precedentemente consacrata. Concludono la cerimonia altre pūjā, e se la setta lo brevede, anche unioni sessuali (maithuna).
(Mahānirvāṇa Tantra; citato in Jean Varenne, L'insegnamento segreto della divina Shakti, traduzione di Pasquale Faccia, Edizioni Mediterranee, 2010, p. 159)
Va menzionata, fra le altre iniziazioni, la vedhamayī dīkṣā, l'iniziazione mediante "perforazione", tipica delle tradizioni del Kula e dei Nātha. Il maestro e il discepolo si pongono seduti l'uno di fronte all'altro, faccia a faccia condividendo i respiri, interpretati come "soffi vitali" (prāṇa). Il maestro, in tal modo, lascia fluire la propria energia divina nel corpo sottile del discepolo, col fine di "perforare" i suoi chakra, attivarli cioè affinché Kuṇḍalinī possa risalire dal primo all'ultimo chakra. La descrizione di molte delle cerimonie di iniziazione in uso presso le tradizioni tantriche sono riportate nel Tantrāloka, opera del filosofo indiano Abhinavagupta (X – XI sec.).
(Abhinavagupta, Tantrāloka, XXIX. 273-275; in Abhinavagupta, Luce delle scritture (Tantraloka), a cura di Raniero Gnoli, UTET, edizione elettronica De Agostini, 2013)
Un'iniziazione molto importante è l'ācārya dīkṣā, quella che consacra il discepolo come guru egli stesso, successore cioè in grado di trasmettere ad altri discepoli la tradizione e impartire le necessarie dīkṣā ad altri discepoli. È così, da maestro a discepolo-maestro (paramparā, lett.: "uno dopo l'altro"), che la tradizione si tramanda, secondo quella catena nota col nome di sampradāya.